# 日本テクノロジーベンチャーパートナーズ
日本テクノロジーベンチャーパートナーズ（にっぽんテクノロジーベンチャーパートナーズ、NTVP）は、日本の独立系ベンチャーキャピタルである。東京都世田谷区等々力4-1-1尾山台駅前ビル4Fに事務所を構える。代表（無限責任組合員）はジャフコ出身の村口和孝。
先端技術を持つ企業に創業初期に投資を実行し、経営や事業立ち上げに積極的に関与する（ハンズオン）のが特徴。主な投資成功例にディー・エヌ・エー、インフォテリアがある。

## 沿革
- 1998年11月 第1号ファンドを設立登記（NTVP i-1号）、当時の投資事業有限責任組合法に基づく初の組合設立案件